# 96 a. C.
El año 96 a. C. fue un año del calendario romano prejuliano. En el Imperio romano, fue conocido como el año 658 Ab Urbe condita.

## Acontecimientos

### Roma
- Cónsules: Cayo Casio Longino y Cneo Domicio Enobarbo
- Cirene legada al pueblo de Roma por su gobernante, Ptolomeo Apión.
- Hispania Ulterior: Publio Licinio Craso combate desde este año hasta 94 a. C.[1]

### Siria
- Seleuco VI Epífanes se convierte en rey del Imperio Seléucida después de la muerte de su padre Antíoco VIII Gripo, y derrotar en batalla a Antíoco IX Ciciceno.

### Asia
- Comienzo de la era Taishi en la dinastía Han.

## Fallecimientos
- Ptolomeo Apión, rey de Cirene
- Antíoco VIII Gripo, rey del Imperio Seléucida (asesinado)
- Antíoco IX Ciciceno, rey del Imperio Seléucida (murió en batalla)